# San José del Fragua
San José del Fragua is een gemeente in het Colombiaanse departement Caquetá. De gemeente telt 9363 inwoners (2005).
- Virtual International Authority File: 3736153716409058820002

Albania · Belén de los Andaquies · Cartagena del Chairá · Currillo · El Doncello · El Paujil · Florencia · La Montañita · Puerto Milán · Morelia · Puerto Rico · San José del Fragua · San Vicente del Caguán · Solano · Solita · Valparaíso